# Daniel Hack Tuke

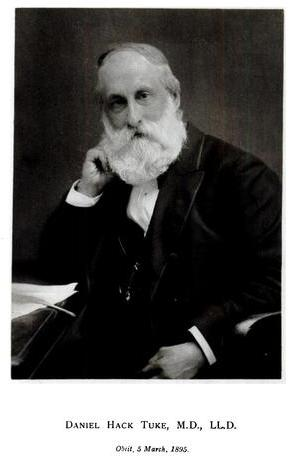
Daniel Hack Tuke

Daniel Hack Tuke (ur. 19 kwietnia 1827, zm. 5 marca 1895) – angielski lekarz, psychiatra. Od 1850 praktykował w St. Bartholomew's Hospital w Londynie. W 1852 został członkiem Royal College of Surgeons. Tytuł doktora medycyny otrzymał na Uniwersytecie w Heidelbergu w 1853. W 1880 wszedł do komitetu redakcyjnego "Journal of Mental Science".
Jego synem był Henry Scott Tuke.

## Wybrane prace
- Illustrations of the Influence of the Mind on the Body (1872)
- Insanity in Ancient and Modern Life (1878)
- Chapters on the history of the insane in the British isles (1882)
- Sleepwalking and Hypnotism (1884)
- Past and Present Provision for the Insane Poor in Yorkshire (1889)
- A Dictionary of psychological medicine giving the definition, etymology and synonyms of the terms used in medical psychology, with the symptoms, treatment, and pathology of insanity and the law of lunacy in Great Britain and Ireland (1892) vol. 1 link vol. 2 link
- Reform in the treatment of the insane : early history of the retreat, York ; its objects and influence, with a report of the celebrations of its centenary (1892)